# Souley Abdoulaye
Souley Abdoulaye (* 1956 in Kaoura Acha; † 1. März 2023 in Paris) war ein nigrischer Politiker und Bankmanager. Er war von 1994 bis 1995 Premierminister seines Landes.

## Leben
Souley Abdoulaye wurde im zum Badaguichiri gehörenden Dorf Kaoura Acha geboren. Er legte 1974 das Baccalauréat am Lycée Technique Dan Kassaoua in Maradi ab und studierte danach an der Wirtschaftsuniversität Luigi Bocconi in Mailand, wo er 1977 in Bankbetriebslehre diplomierte. Abdoulaye wurde 1980 zum Direktor der Regionalagentur der staatlichen Entwicklungsbank Nigers in Zinder bestellt. Er wurde 1981 stellvertretender Direktor und 1985 Direktor für die Abwicklung und Überwachung der Kreditgeschäfte der Entwicklungsbank. Bereits 1982 machte er ein Diplôme d’études supérieures in Bankbetriebslehre am Conservatoire National des Arts et Métiers. Abdoulaye war ab 1987 als Zentraldirektor der Rechtsabteilung der Entwicklungsbank und schließlich von 1990 bis 1992 als deren Sachwalter tätig. Zudem saß er bei mehreren nigrischen Unternehmen im Verwaltungsrat, darunter bei dem Verkehrsunternehmen Société Nationale des Transports Nigeriens (SNTN) und bei der Société Nigérienne de Cimenterie (SNC), die das staatliche Zementwerk in Malbaza betrieb.
Souley Abdoulaye wurde 1991 Parteimitglied der Demokratischen und sozialen Versammlung (CDS-Rahama). Er war Schatzmeister der Partei und leitete deren Wahlkampagnen für die Parlaments- und Präsidentschaftswahlen 1993. Von 30. April 1993 bis 28. September 1994 war er Handels-, Verkehrs- und Tourismusminister in einer Koalitionsregierung unter Premierminister Mahamadou Issoufou von der Nigrischen Partei für Demokratie und Sozialismus (PNDS-Tarayya). Im Oktober 1993 machte er sich einen Namen, als er bei einer Flugzeugentführung einer Maschine aus Nigeria deren sichere Landung am Flughafen Niamey, die Erstürmung des Flugzeugs und die Festnahme der Geiselnehmer organisierte. 1994 verließ der PNDS-Tarayya die Koalition und Staatspräsident Mahamane Ousmane, ein Parteikollege Souley Abdoulayes, ernannte diesen am 28. September 1994 zum Premierminister einer Minderheitsregierung. Ein Misstrauensvotum in der Nationalversammlung, zehn Tage nach seiner Ernennung, führte zu Neuwahlen. Bis zur Bildung einer neuen Regierung am 8. Februar 1995 blieb Abdoulaye als Premierminister im Amt. Im Januar 1996 wurde er stellvertretender Parteivorsitzender der CDS-Rahama. Kurz danach putschte sich Ibrahim Baré Maïnassara an die Macht. Abdoulaye wechselte die Seiten und schloss sich Maïnassaras Nationaler Union der Unabhängigen für die demokratische Erneuerung (UNIRD) an. In dessen Regierung war er zunächst von 7. August 1996 bis 24. November 1997 Verkehrsminister. Beim Gründungskongress der UNIRD-Nachfolgepartei Bündnis für Demokratie und Fortschritt (RDP-Jama’a) im August 1997 wurde zu deren stellvertretendem Parteivorsitzenden. Am 1. Dezember 1997 erfolgte seine Ernennung zum Innenminister. Als solcher war er maßgeblich an den Repressionen des Maïnassara-Regimes beteiligt. Als am 9. April 1999 Maïnassara und seine Regierung durch einen Staatsstreich gestürzt wurden, beendete dies auch Souley Abdoulayes politische Karriere.
Souley Abdoulaye starb an den Folgen einer Krankheit. Er hinterließ zwei Ehefrauen und acht Kinder und wurde auf dem Muslimischen Friedhof von Yantala bestattet.

## Ehrungen
- Offizier des Verdienstordens Nigers[3]